# Юла (альбом)
«Юла́» — девятый студийный альбом рок-группы «АукцЫон», выпущенный 7 октября 2011 года.

## История создания
Хотя работа над альбомом длилась около года, запись альбома на московской студии «Параметрика» заняла всего одиннадцать дней. По словам Леонида Фёдорова, многие песни были записаны с одного дубля, однако композиция «Мимо» потребовала 30 дублей. В состав группы уже официально вошёл Владимир Волков, который долго сотрудничал с Леонидом Фёдоровым и группой. Помимо музыкантов группы в записи принимали участие Сергей Старостин, Юрий Парфёнов, Николай Сарабьянов и Анатолий Герасимов.
Одним из названий альбома могло стать «Огонь», а заглавная песня альбома вначале называлась «Чёрный конь».

### Презентация
29 августа состоялась посвящённая альбому пресс-конференция, во время которой журналисты в Москве и Санкт-Петербурге смогли прослушать альбом и задать вопросы участникам группы. После первого прослушивания альбом получил восторженные отзывы, в которых отмечалась его неожиданность. 30 августа на сайте журнала «Афиша» состоялась премьера видеоклипа на песню «Карандаши и палочки». Ранее на YouTube было выложено видео со студийной работой над записью песни «Хомба». 21 сентября 2011 года был открыт официальный YouTube-канал «АукцЫона», на котором, в том числе, размещены ссылки на эти ролики.
Презентация альбома состоялась 7 октября 2011 года в клубе «Arena Moscow» (в Москве), а также должны состояться 9 октября в клубе «Космонавт» (в Санкт-Петербурге), 8 ноября в новосибирском клубе «Изюм», 9 ноября в красноярском баре «Че Гевара», 18 ноября в харьковском клубе «Жара», 19 ноября в Киеве; кроме того, презентации альбома должны были состояться в Израиле и США. Одновременно с этим в продаже появится CD-версия альбома, а на официальном сайте группы альбом можно будет скачать за деньги или бесплатно. Также 6 октября, за день до официального релиза, в магазине «Дом Культуры» участники группы в лице Олега Гаркуши, Дмитрия Озерского и Михаила Коловского организовали конференцию со всеми желающими, а также открыли продажу альбома, подписав 50 первых проданных дисков. Конференция закончилась выступлением группы «Дамские пальчики», которая исполнила кавер-версии «АукцЫона».

## Рейтинги
Диск дебютировал на 16-м месте в российском чарте продаж, составляемом компанией «2М», и позднее поднялся до 12-й строки. Он возглавил рейтинг лучших отечественных альбомов по версии Fuzz, а также был отмечен в итогах Lenta.ru и журнала «Афиша». Борис Барабанов в «Коммерсантъ Weekend» также выделил «Юлу» как наиболее важную запись года из многих достойных, по его мнению, российских пластинок 2011-го.

## Список композиций
| №   | Название              | Текст песни      | Музыка          | Длительность |
| --- | --------------------- | ---------------- | --------------- | ------------ |
| 1.  | «Огонь»               | Дмитрий Озерский | Леонид Фёдоров  | 5:03         |
| 2.  | «Хомба»               | Дмитрий Озерский | Леонид Фёдоров  | 3:54         |
| 3.  | «Метели»              | Дмитрий Озерский | Леонид Фёдоров  | 2:19         |
| 4.  | «Шишки»               | Дмитрий Озерский | Леонид Фёдоров  | 2:18         |
| 5.  | «Полдень»             | Дмитрий Озерский | Леонид Фёдоров  | 2:34         |
| 6.  | «Природа»             | Олег Гаркуша     | Николай Рубанов | 4:19         |
| 7.  | «Кожаный»             | Олег Гаркуша     | Леонид Фёдоров  | 3:45         |
| 8.  | «Мимо»                | Дмитрий Озерский | Леонид Фёдоров  | 5:19         |
| 9.  | «Летучая»             | Дмитрий Озерский | Владимир Волков | 6:30         |
| 10. | «Карандаши и палочки» | Олег Гаркуша     | Леонид Фёдоров  | 4:01         |
| 11. | «Юла»                 | Дмитрий Поляков  | Леонид Фёдоров  | 4:00         |

## Участники записи
- Олег Гаркуша — голос, звенелки, свистелки, гуделки, трещотки
- Леонид Фёдоров — голос, гитары, перкуссия
- Дмитрий Озерский — синтезатор, фортепьяно, подпевки, перкуссия, окарина, расчёска
- Владимир Волков — контрабас, виола да гамба, синтезатор, перкуссия, фортепьяно, вокал, арфочка
- Виктор Бондарик — бас-гитара
- Борис Шавейников — барабаны, перкуссия
- Николай Рубанов — саксофоны, бас-кларнет, фортепьяно, синтезатор, трубафон и рубафон
- Михаил Коловский — туба

- Сергей Старостин — кларнет, мянкелефинский кларнет (в композиции «Шишки»)
- Николай Сарабьянов — электрогитара (в композиции «Шишки»)
- Анатолий Герасимов — флейта (в композиции «Шишки»)
- Юрий Парфёнов — труба (в композициях «Природа» и «Летучая»)